# Kolumna biczowania

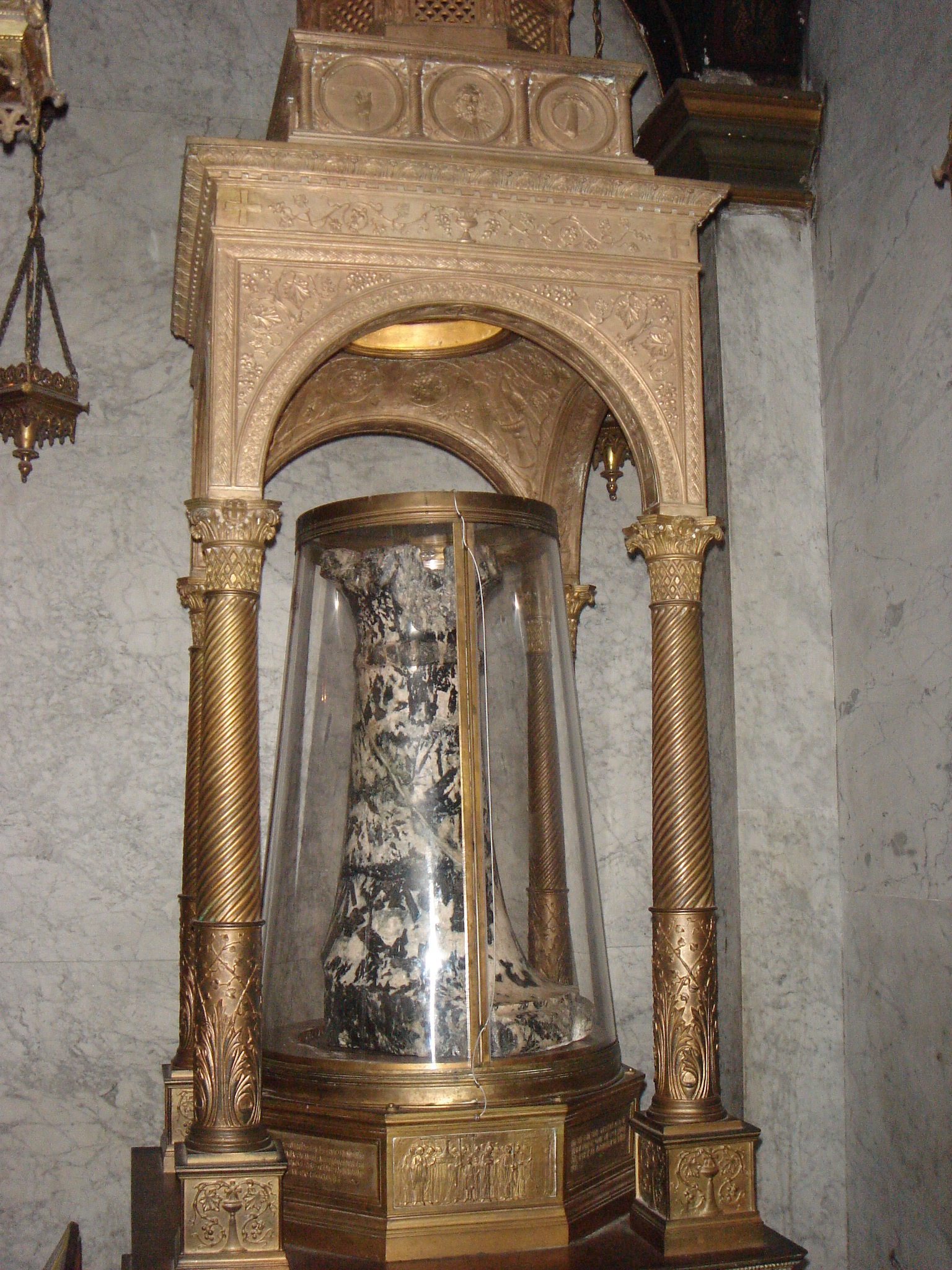
Kolumna biczowania w bazylice św. Praksedy w Rzymie

Kolumna biczowania – relikwia chrześcijańska związana z męką Jezusa. Tradycja głosi, że to przy niej był biczowany Jezus. Znajduje się w bazylice św. Praksedy w Rzymie.
Ma wysokość 63 cm, średnicę od 13 do 20 cm. Została wykonana z marmuru egipskiego, pochodzącego z okolic Bir Kattar.

## Historia
Relikwia była prawdopodobnie przechowywana przez judeochrześcijan w kościele na jerozolimskim wzgórzu Syjon. O jej istnieniu pisali: 
- w IV-V w. święty Hieronim, św. Paula Rzymianka,
- w VI w. Antonin z Piacenzy i Teodozjusz,
- a w VII w. bp Arkulf i Beda Czcigodny[1].

Kolumna została sprowadzona z Jerozolimy do Rzymu przez kard. Giovanniego Colonnę di Carbognano w 1223. Jest umieszczona w relikwiarzu z brązu, wykonanym według projektu Duilio Cambellottiego.

## Kolumny w Jerozolimie
We wnętrzu bazyliki Bożego Grobu w Jerozolimie, w należącej do franciszkanów z Kustodii Ziemi Świętej kaplicy Ukazania się Zmartwychwstałego Matce Najświętszej (także Najświętszego Sakramentu), czczony jest cokół porfirowy wysokości 75 cm, który musiał pierwotnie stanowić dolną część jakiegoś słupa lub kolumny. Cokół, nazywany przez lokalnych chrześcijan Kolumną biczowania, okadzany jest w codziennym rytmie liturgicznym przez duchownych należących do każdej ze wspólnot sprawujących opiekę nad bazyliką, zarówno katolików jak i prawosławnych. Kolumna, jedna z trzech czczonych w Jerozolimie jako Kolumna ubiczowania, została prawdopodobnie przeniesiona do bazyliki przez franciszkanów, gdy władze tureckie wyrzuciły ich z klasztoru na Syjonie. Druga z kolumn, czczonych jako Kolumna biczowania, znajduje się w greckiej kaplicy Wyszydzenia w tzw. ambicie bazyliki Bożego Grobu, trzecia w niszy przy drodze prowadzącej z ogrodu Oliwnego do Dominus flevit (zwana też Kolumną Judasza).

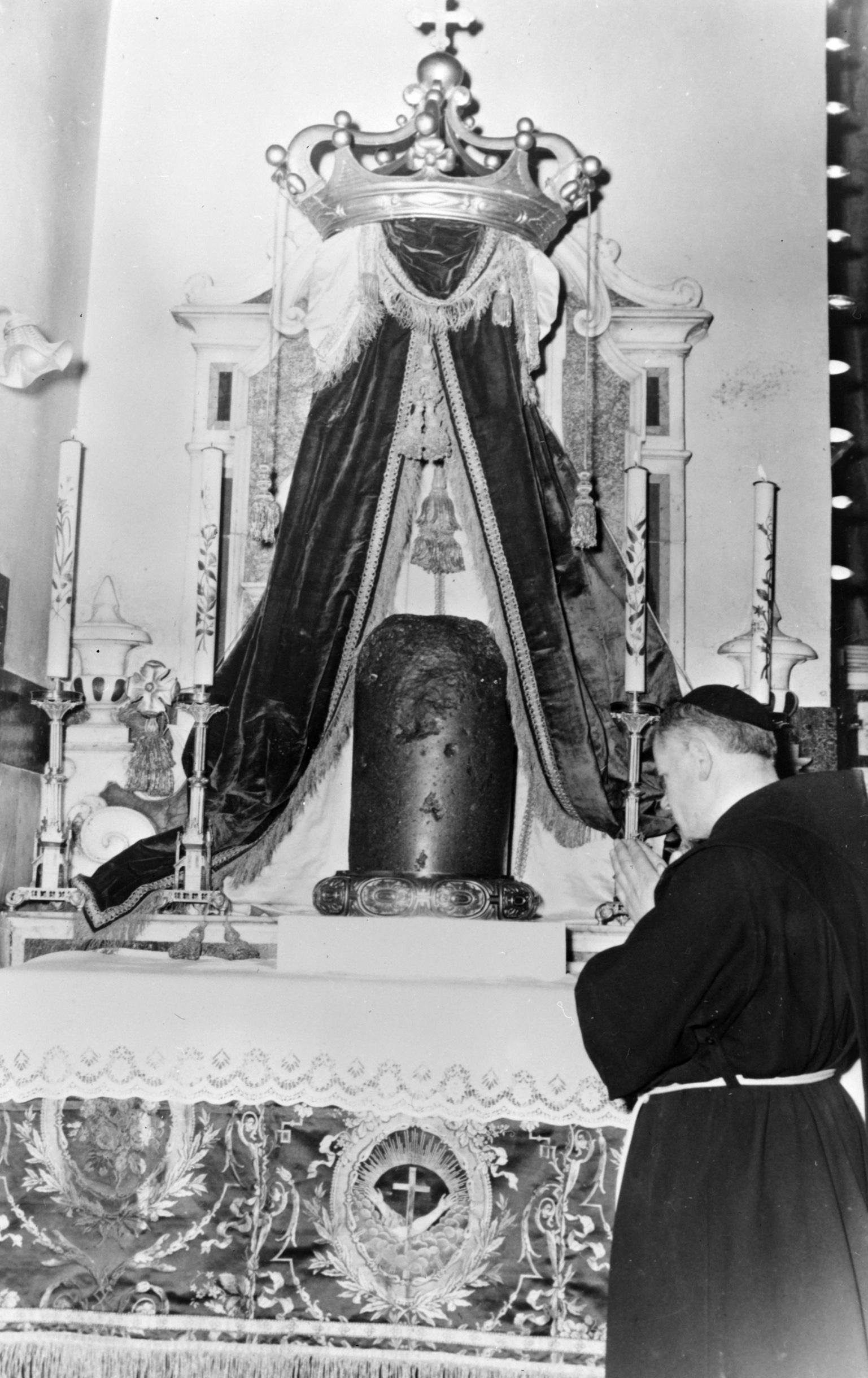
Kolumna biczowania w 1950
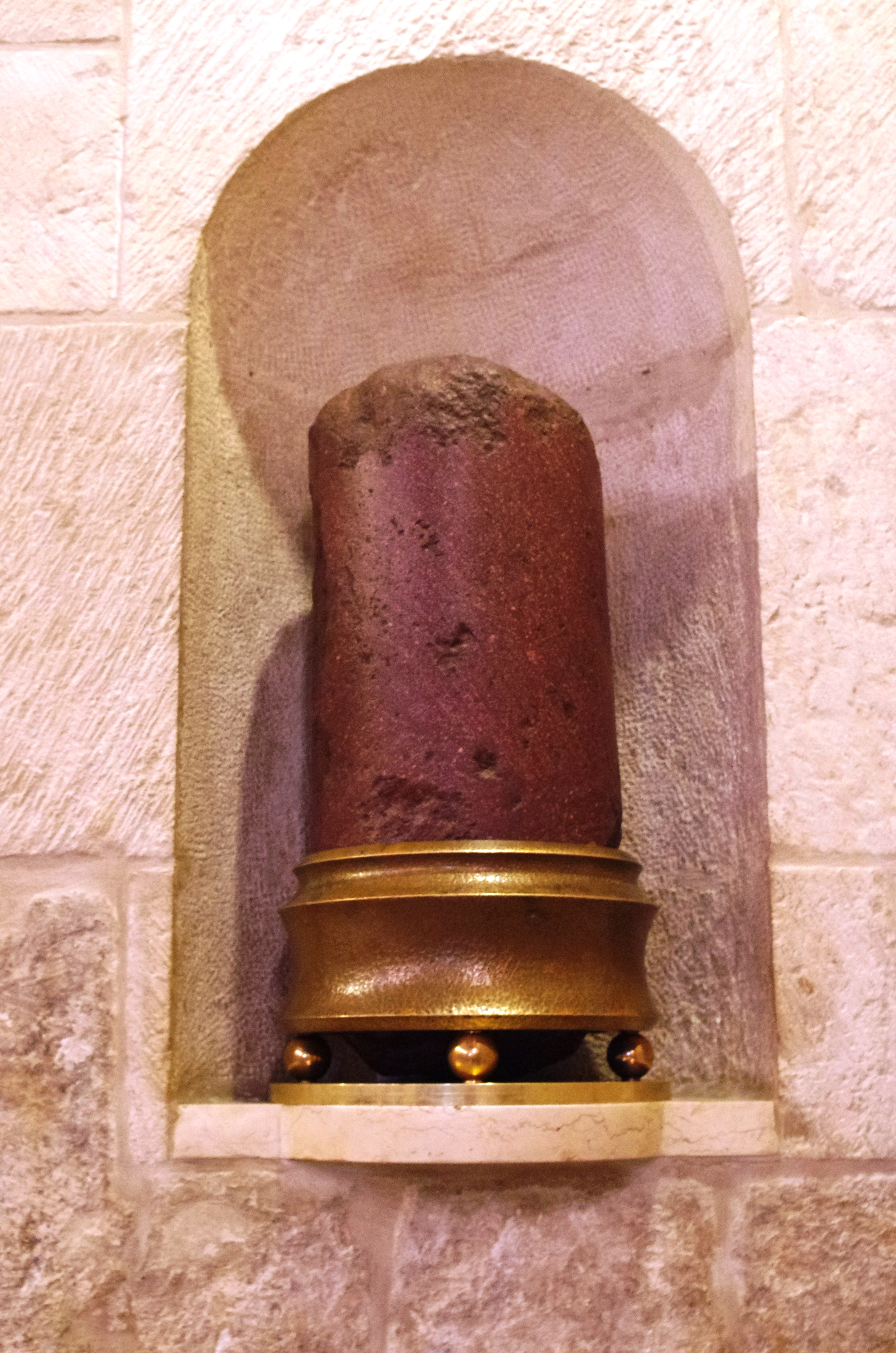
Kolumna biczowania w 2014
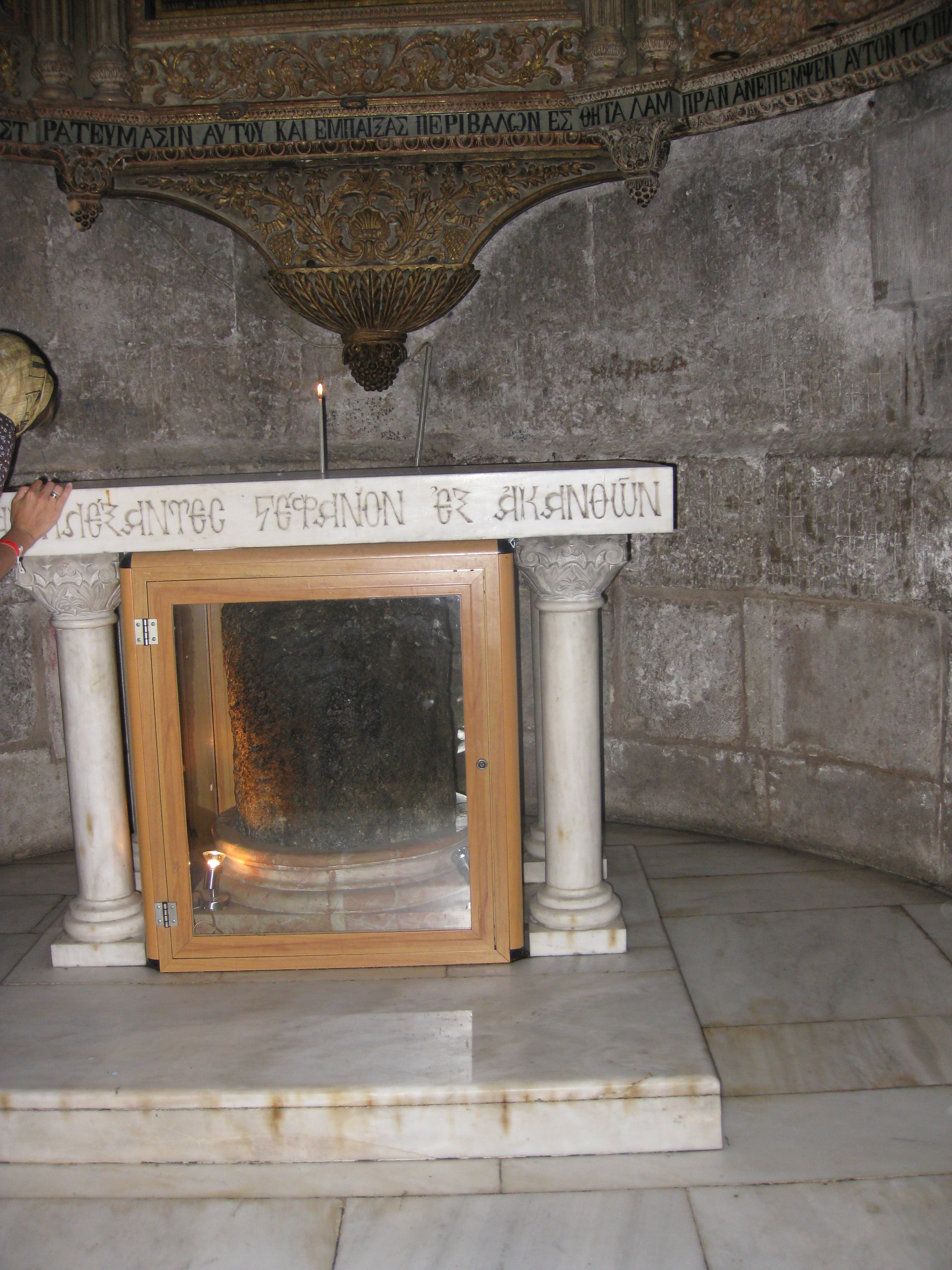
Kolumna u Greków
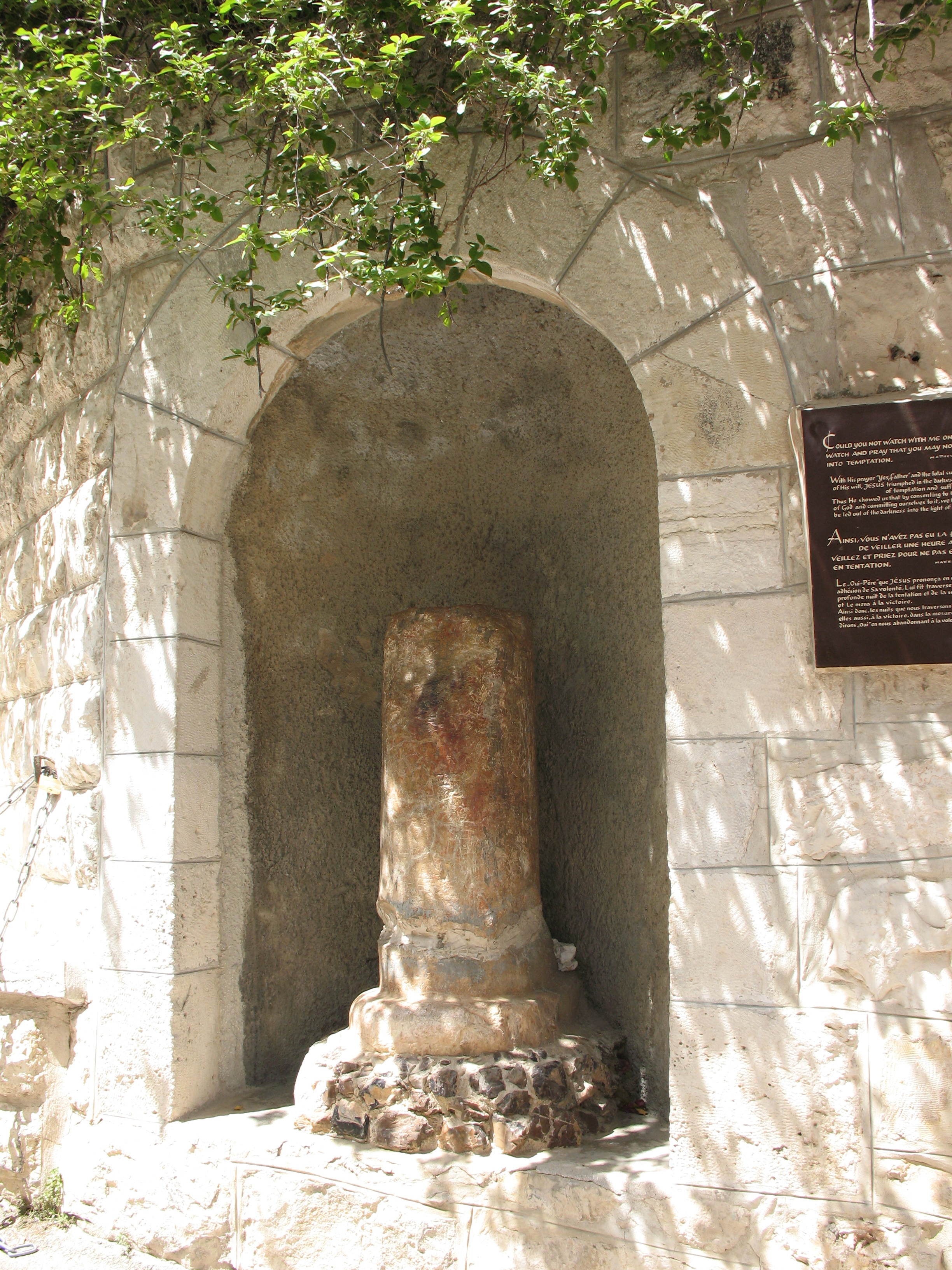
Kolumna w Getsemani